# 本行慶子
本行 慶子（ほんぎょう けいこ、1996年10月4日 - ）は、ジョイスタッフ所属のフリーアナウンサー。元琉球放送のアナウンサー。

## 来歴
神奈川県横浜市出身。桐蔭学園高等学校、東洋英和女学院大学卒業。テレビ朝日アスクの出身者で、TBSVoiceの卒業生。
大学在学中に横浜観光親善大使に応募して選ばれ、2018年4月から1年間同市の広報活動に従事していた。またこの年、日本テレビの『マツコ会議』にテレビ局を志望している就活中の女子大生として出演したことがある。
大学を卒業後、2019年4月にさくらんぼテレビジョン (SAY) に入社。同年11月まで同局のアナウンサーを務めた後、12月にテレビ信州 (TSB) へ移籍した。この移籍で日本テレビ系列のアナウンサーになった本行は翌年9月、大学時代に出演した『マツコ会議』から再び密着取材とインタビューを受けている。
2022年3月にテレビ信州を退社し、同年4月に琉球放送に入社したことが同局から公表された。
琉球放送では、RBCiラジオのラジオ番組を中心に活動していた。主な担当番組は『RBC NEWS Link』『本行慶子のミュージックファイルマックス』『ジ・アナウンサーズ』。2025年3月に琉球放送を退職。

## 人物・エピソード
- 局アナ時代の自称は「ほんわか局アナ」[15]。ラジオにおけるレギュラー番組のリスナーのことを「ホンワカー」と称する[16]。
- 料理が得意で、たびたびInstagramなどでそれを公開している。また、琉球放送（RBCiラジオ）の『ジ・アナウンサーズ』でも料理本を出すことを目標に、不定期ながら料理を紹介するコーナーを持っていた[17]。
- 大分放送のラジオ番組『夜のイチスタ』のパーソナリティを務めるまいまい（池田麻衣子）とは、互いの番組に言及し合うなどして交流を持ち[18][19]、2023年10月には沖縄で顔合わせが実現した[20]。
- 『ラジオ番組表2023年/秋号』（三才ブックス）誌上で発表された『第4回 一推し番組DJランキング 女性パーソナリティ部門』において、3位でランク入りした[16]。また、『ラジオ番組表2024年/春号』（三才ブックス）の『第5回 一推し番組DJランキング ひとり語り番組部門』においても、3位でランク入りした[21]。

## 担当番組

### テレビ番組
- ゆうがたGet!（テレビ信州） - 『news every.』長野からの中継担当[22]、「ウチの看板！どうぶつ愛情物語」リポーター[23]
- 奥さまはホームドクター（テレビ信州） - 進行役
- 医師会だより（テレビ信州）
- Aランチ（琉球放送） - リポーター（不定期）
- RBC NEWS Link（琉球放送） - 金曜キャスター

### ラジオ番組
- Music SAKA-Bar（RBCiラジオ、2022年 - 2023年3月） - クラゲさんの声担当
- 沖野綾亜のチルドキ!!（RBCiラジオ） - 12時台の『RBCニュース』担当
- RBCアナウンサー朗読〜ひとり語りシアター〜（RBCiラジオ）
- 歌のない歌謡曲（RBCiラジオ制作分） - 木曜・金曜担当[15]（2022年7月1日 - 2023年9月29日）
- 本行慶子のミュージックファイルマックス[17]（RBCiラジオ、2022年7月2日 - 2024年の終了迄）
- ジ・アナウンサーズ（RBCiラジオ） - 水曜担当[17]（2023年4月5日 - 2024年12月25日）
- 沖縄の暮らし（RBCiラジオ） - 毎月第2週放送分担当（2023年10月2日 - 2024年）
- 峰竜太とみんなの信州（2025年4月 - 、文化放送・信越放送・東海ラジオ）